# Descarregador de cheia
Um descarregador de cheia (português europeu) ou comporta, desaguadouro (português brasileiro) é um elemento hidráulico que tem com função fazer com que o excedente de água numa albufeira (português europeu) ou represa, açude (português brasileiro) de uma barragem seja escoado, prevenindo assim os efeitos de uma eventual cheia. 

## Legislação
Nos termos do Decreto-Lei n.º 21/2018, de 28 de março, os descarregadores de cheias são órgãos de segurança das barragens, que devem estar devidamente projectados e dimensionados.
Nos termos e conformes da lei, os descarregadores de cheias têm de estar em condições de escoar a cheia prevista, em qualquer circunstância, sem necessidade de auxílio das descargas de fundo ou de outros órgãos de exploração. Quando dotadas de comportas, devem estar divididos em dois vãos ou orifícios e, conforme a sua tipologia, devem ser susceptíveis de ser manobradas à distância e localmente.